# Plectrocnemia tochimotoi
Plectrocnemia tochimotoi is een schietmot uit de familie Polycentropodidae. De soort komt voor in het Palearctisch gebied.